# 海洋守护者协会
海洋守護者协会（又譯海洋看守協會）是美国的一个非营利的、注册免税的组织，并且是荷兰的一个已注册的基金会。它驻扎在美国华盛顿州的星期五港（Friday Harbor）和用于其南半球行动的澳大利亚墨尔本。协会成员们在联合国世界自然宪章（1982年）和其他保护海洋物种与环境的法律法规的指导下开展运动。海洋守護者協會掌握着一支船队，并称之为“海神艦隊”：考察船“法利·莫沃特號”、内燃机船“史蒂夫·厄文號”（MV Steve Irwin）和山姆·西蒙號，以及若干艦艇、直升機、無人偵察機。
绿色和平的早期成员保罗·沃森（Paul Watson）与该组织关于对鲸鱼遭杀害的“见证”态度引起了一次争执以后，于1977年建立了协会。与（坚持避免破坏或物理妨碍海上捕鲸船只的方针的）绿色和平截然不同的是，海洋守護者参与包括毁坏和用其他方式物理妨碍捕鲸船作业在内的“直接行动”。

## 背景情况

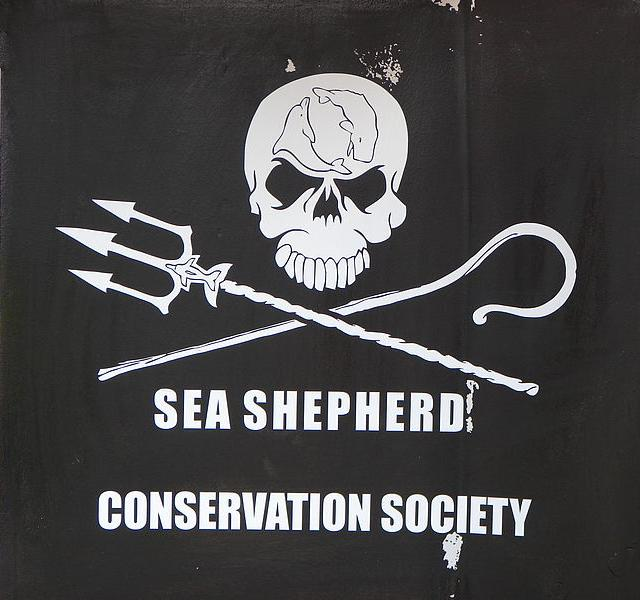
2013 Armada Rouen Sea Shepherd Conservation Society-2

海洋守護者参与保护海洋野生生物（如海豹、海豚和鲸）的常规抗议与直接行动。其中的直接行动包括凿沉停泊在港湾中的商业性渔船，对港口中的或海上的船只实施破坏行动和对之“投掷臭弹”，非暴力但违法地登上海中的捕鲸船，还有毁坏或盜取海洋中的流网（drift nets）。特别是针对日本的公海捕鲸和加拿大捕猎海豹的产业，海洋守护者还开展了一场热烈的舆论战。尽管有声称受伤的报道，可是海洋守护者的行动却未导致过死亡或重伤。最近一次受伤是由两个日本船员报告的，他们声称在2007年2月海洋守护者于罗斯海的行动中，自己被泼了恶臭的丁酸臭弹。
海洋守護者承认往「日新丸」的甲板上扔了六瓶一升装的丁酸，但说自称受伤的说法純粹是揑造的，且他们用的丁酸「基本上就是腐臭的黄油」。
批评者宣称海洋守護者的行动违反國際法；海洋守護者回应指其行动是在根据联合国世界自然宪章执行国际海商法。海洋守護者于1986年击沉冰岛船只以后，被剥夺了它在国际捕鲸委员会（IWC）的非政府观察员身分。2006年，IWC即将离职的的副主席Horst Kleinschmidt作为顾问参加了海洋守護者的理事会。海洋守護者的營運經費由私人和团体捐赠所支持，由包括沃森的妻子在内的志愿者和受薪职员管理。

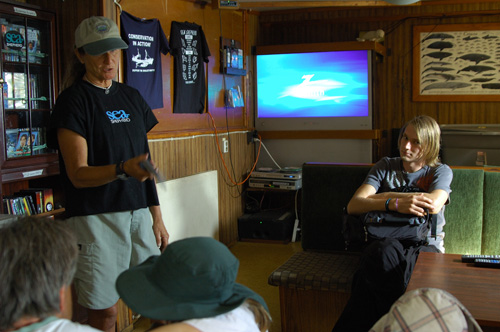
一个野生生物拥护者(advocate)在考察船“法利·莫沃特”（RV Farley Mowat）上的教育会议中。

## 行动
海洋守护者的行动包括：制止在南冰洋鲸鱼保护区 (Southern Ocean Whale Sanctuary)的海域所进行的捕鲸作业，在科隆群岛巡逻，以及针对加拿大海豹捕猎者的行动。海洋守护者有一个附属组织海洋研究与保护行动力量（Oceanic Research and Conservation Action Force），它的主席是沃森。
2007年，由海洋守护者管理的两艘船（“法利·莫沃特”和“罗伯特·亨特”）被从英国和伯利兹的船舶注册纪录册中除名了。当年晚些时候，两艘船接受了莫霍克  (Kahnawake)的国旗。根据《纽约客》2007年11月刊的一篇文章，法利·莫沃特和史蒂夫·欧文现在都航行于荷兰国旗之下。
2007年12月，“罗伯特·亨特號”（Robert Hunter）被重新命名，以著名澳大利亚環保人士及電視主播史蒂夫·欧文更名为“史蒂夫·欧文號”（Steve Irwin），据说他曾计划与海洋守护者一道扬帆起航。

## 行動年表

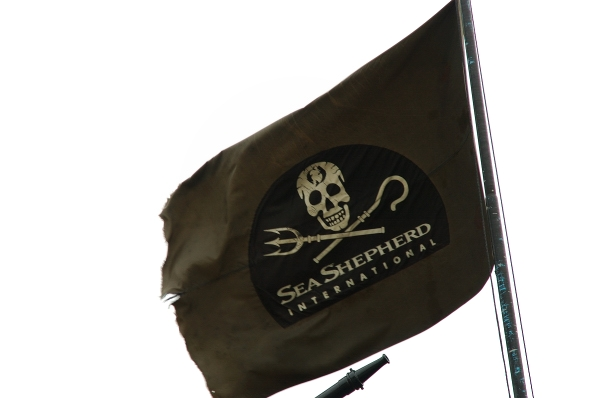
海洋守护者的旗帜在考察船法利·莫沃特（RV Farley Mowat）上飘扬。

### 1977年創立
身為綠色和平組織的早期成員之一，保羅·沃森相信環境運動有時需要更為激烈的行動，也因此與綠色和平組織的理念有所衝突，並於1977年4月分道揚鑣，同年6月，沃森創立地球軍環境社(Earthforce Environmental Society)，為海洋守護者協會的前身。最早成員包含Starlet Lum，Ron Precious以及綠色和平組織共同創辦人艾爾·「噴射機」·強森(Al "Jet" Johnson)。

### 1978年–1980年
1978年，沃森帶領地球軍環境社於東非執行首次行動，對抗大象盜獵與象牙走私，同時採訪當地的警衛和游擊隊。同年9月，地球軍環境社獲得國際愛護動物基金會(International Fund for Animal Welfare)的資助，前往加拿大對抗海豹獵捕活動。11月，在多方資助下地球軍環境社購買第一艘行動用船，為英國籍的拖曳船「韋斯特拉號」(Westella)，並重新命名為「海洋守護者號」(Sea Shepherd)。
1979年，1月至3月「海洋守護者號」以波士頓港為基地，成為首艘以保護海豹為目的進入北冰洋的船艦。同年4月，「海洋守護者號」開始追蹤捕鯨船Sierra號。7月，於葡萄牙海域撞擊Sierra號使其受損並被迫靠岸維修，「海洋守護者號」船員遭葡萄牙海防隊拘捕，並面臨法律制裁，為避免「海洋守護者號」遭葡萄牙扣押，沃森與船員將其鑿沉。
1980年2月，在捕鯨船Sierra號修復後重新投入商業捕鯨前，地球軍環境社派遣三人將Sierra號於里斯本港鑿沉，雙方均無人受傷。3月，因為先前的反捕海豹行動，沃森遭加拿大政府判刑入獄十天，並禁止進入北冰洋與海豹獵捕許可區三年。4月鑿沉西班牙籍違法捕鯨船伊貝莎一號(Ibsa I)與伊貝莎二號(Ibasa II)，並懸賞兩萬五千美元鑿沉另一艘西班牙籍捕鯨船Astrid號，使船主不信任船員，被迫中止商業捕鯨。9月鑿沉南非籍違法捕鯨船Susan號與Theresa號，大西洋的違法捕鯨全面結束。10月，透過募款以及將過往行動的故事版權轉移給華納兄弟，獲得資金購買英國籍約克夏郡拖曳船聖吉爾斯號(St. Giles)，並重新命名為「海洋守護者二號」。

### 1981年–1990年
1981年3月，地球軍環境社在加拿大北極將數百隻小海豹噴上無毒染劑，避免皮毛獵人捕殺。4月6日正式以「海洋守護者協會」( Sea Shepherd Conservation Society)之名於俄勒岡州註冊為公益組織。「海洋守護者二號」自5月首航後，7月至8月於西伯利亞外海監控蘇聯捕鯨船活動，並遭蘇聯海軍驅逐，「海洋守護者協會」將違法捕鯨證據提交給美國國會。
1982年3月，日本政府為避免海洋守護者協會與居民衝突，邀請協會至壹岐市與當地居民針對海豚獵捕活動談判，三天後壹岐市漁民同意停止海豚獵捕。9月，「噴射機」強森與沃森等人駕駛飛機將巨大紅色燈泡放置於時在華盛頓州的蘇聯船艦上抗議蘇聯捕鯨，遭美國空軍戰機驅離。
1983年1月，海洋守護者擅自將格瑞那達聖喬治動物園的猴子釋放到島上叢林中。後續於加拿大聖羅倫斯灣執行反海豹獵捕活動，遭加拿大政府逮捕，沃森遭判刑21個月與七萬五美元罰金，並禁止進入加拿大東部六省3年。輪機長Paul Pezwick 遭判刑7個月與七千美元罰金，其餘船員均科以三千美元罰金。在入獄9天後，沃森與Pezwick 均被釋放。海洋守護者二號遭裁定沒收，收入加拿大海岸防衛隊。
1985年4月，加拿大法院裁定返還海洋守護者二號。7月，協會向冰島政府提出警告，要求冰島政府嚴格管控捕鯨活動，否則將採取激烈的對抗手段，並公布一份所有從事捕鯨行為的冰島港口地圖。
1986年7月，協會派出五名成員前往丹麥法羅群島政府談判，要求其停止獵捕領航鯨，五名成員在沒有明確的違法事下遭逮捕，協會聲明成員未被釋放前不會將海洋守護者二號駛離法羅群島水域，因此遭警察以步槍與催淚彈攻擊，子彈差點擊中沃森的頭部。面對法羅群島警察的攻擊，沃森下令以強力水柱與填充巧克力派和檸檬派為彈藥的自製加農砲還擊。這起事件引起國際媒體注意，BBC拍攝一部名為「黑色收穫」(Black Harvest)的紀錄片，紀錄法羅群島捕鯨的過程。同年11月，協會返回冰島對抗捕鯨活動，工程師Rod Coronado與David Howitt鑿沉雷克雅維克港四艘捕鯨船中的兩艘，並嚴重破壞港口的鯨魚處理站，使冰島捕鯨業暫時中止長達16年 。

### 2005年–2006年
海洋守护者继续在科隆群岛的海上巡逻以保护海龟和其他海洋野生生物，并针对加拿大2005年海豹捕猎的运动，包括联合抵制加拿大的海产品。
2005年12月和2006年1月间海洋守护者和绿色和平的船只在南冰洋上抗击着日本捕鲸船。海洋守护者宣称他们会做一切他们所认为有必要的事情来阻止日本的捕鲸作业，即使这意味着失去他们的船。“法利·莫沃特”猛烈撞击了一艘名为“东方蓝鸟”的日本补给船。1月16日该组织宣布他们的燃料储备已用完，正向岸驶去。他们称，把捕鲸船驱逐出捕鲸场并阻碍捕鲸作业长达15天以上是一种荣耀。

### 2007年
2007年2月，“罗伯特·亨特”和“法利·莫沃特”参与了利维坦行动（Operation Leviathan），包围了日本的捕鲸船“海光丸号”，试图阻止其继续捕猎。“罗伯特·亨特”和“法利·莫沃特”堵住捕鲸船的去路，结果“罗伯特·亨特”和“海光丸号”相撞。造成“罗伯特·亨特”船尾水线上方出现了3英尺长的裂缝。
2007年5月，海洋守护者宣布他们将派遣“法利·莫沃特”至冰岛，以回应该国恢复商业捕猎鱼翅和小须鲸的声明。2007年8月，海洋守护者说他们认为冰岛不再打算坚持原先计划的捕猎活动了，而“法利·莫沃特”则不再被派往冰岛水域。但在2008年，冰岛渔业部长宣布了40条小须鲸的商业捕鲸配额和于2008年5月开始捕猎行动。

### 2008年

#### 米加卢行动

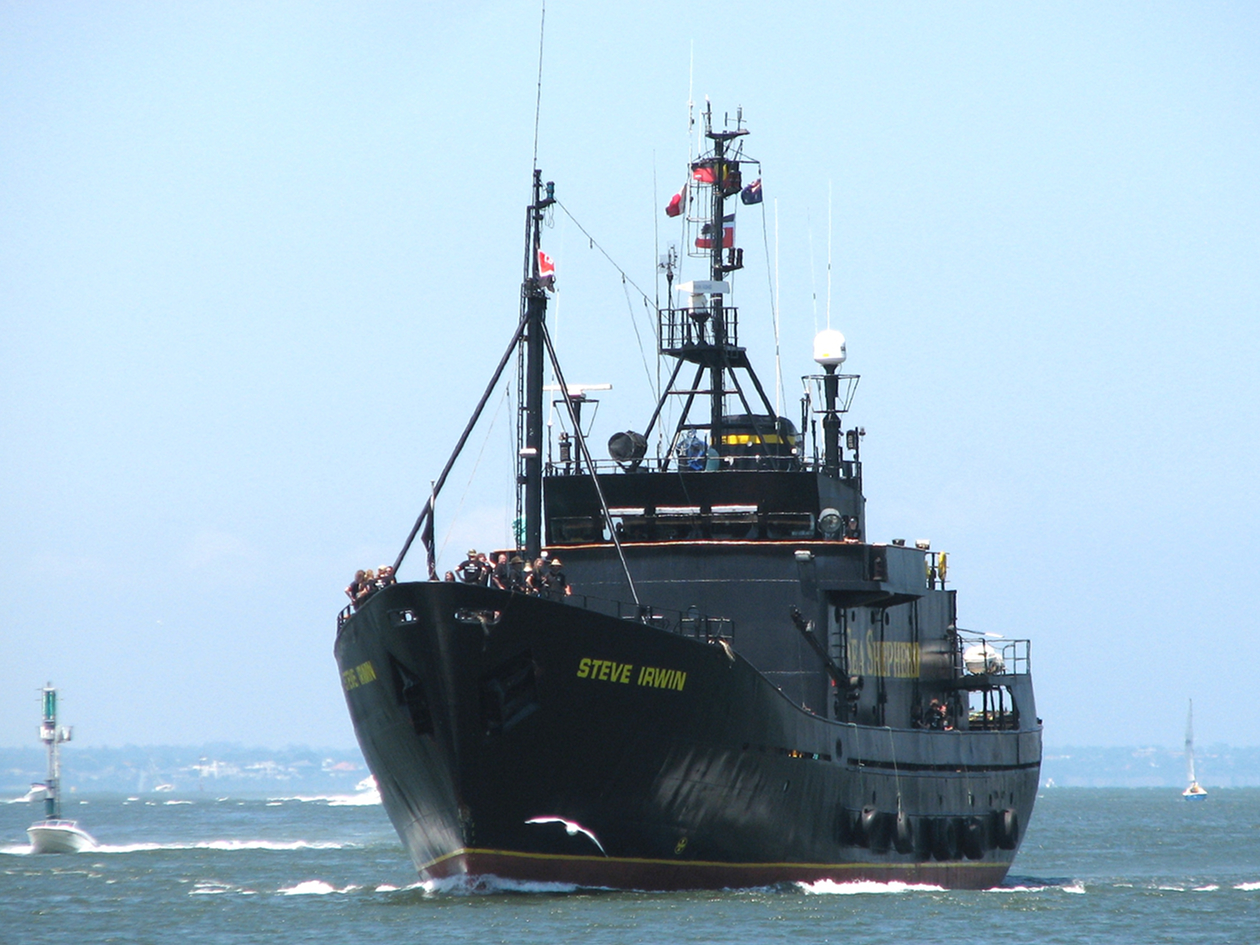
内燃机船“史蒂夫·欧文號”（MY Steve Irwin）

最近的2007至2008年南极洲行动，以世界上已知的唯一一条白化座头鲸的名字，被命名为米加卢行动（Operation Migaloo）。它是动物星球频道每周的真人实境秀“護鯨大戰”（Whale Wars）系列的中心内容，2008年11月7日在動物星球頻道首播。
2008年1月15日，在尝试缠住捕鲸船的螺旋桨并往甲板上扔了装有丁酸的容器以后，两位海洋守护者成员班哲明・波特(Benjamin Potts)及基爾斯・拉內(Giles Lane)从海洋守护者的船只“史蒂夫·欧文號”登上了的日本捕鲸船“第2勇新丸”，此时两船都在航行中。“第2勇新丸”的船员在将他们扣押了两天后才移交给澳大利亚海关的内燃机船海洋维京號（MV Oceanic Viking）；后来“史蒂夫·欧文號”与“海洋维京號”会合，而两名船员则被归还给海洋守护者。
2008年3月29日，内燃机船法利·莫沃特號（MV Farley Mowat）正在监视加拿大海豹捕猎时与一艘加拿大海岸巡逻队（Canadian Coast Guard）的船只相撞。此事件导致船上的船长和大副于2008年4月12日被捕。
2008年4月12日，正值2008年加拿大商业海豹捕猎（2008 Canadian commercial seal hunt）期间，内燃机船法利·莫沃特(M/V Farley Mowat)遭到加拿大海岸巡逻队的船只袭击，之前该船据说在纽芬兰海面上侵犯了海豹捕猎者。搜查过程中，船长和大副被逮捕，等候指控。船被查封时所处的位置存在争议。海洋守护者协会称船是在国际海域被非法查封的。加拿大漁業及海洋部部长说船是在加拿大海域中被查封的，但也说是《渔业法(Fisheries Act)》使他有权下令在离加拿大领海12海里外的区域内登船的。
船长和大副于2008年5月1日在法庭上露面。2008年7月2日，他们针对过于接近海豹猎船的指控提出了无罪抗辩。审判日期尚未确定。

### 2010年
日本海上保安廳第3管區海上保安本部2010年3月12日逮捕強行登上日本捕鯨船的「阿迪·吉爾號」(遭第2昭南丸號撞毀沉沒)反捕鯨船新西蘭籍船長皮特·貝休恩，他可能遭日本檢方起訴。貝休恩屬於“海洋守護者協會”成員，他2月15日趁夜色在南極海域強行登上日本捕鯨船「第2昭南丸」後，遭船員制伏扣押在船上迄今。最後船長遭日本政府遞解出境，卻在澳大利亞和新西蘭被視為國家英雄。

### 2011年
日本农林水产大臣鹿野道彥於2011年2月18日上午召開記者會，正式宣佈由於長期受到「海洋守護者協會」人員的抗議及阻擾，為了避免日本捕鯨船隊成員的生命遭到威脅，日本政府作出停止在南極捕鯨的決定。起因於2011年1月上旬日本到南極調查捕鯨，船隊旗艦捕鯨母船「日新丸」 2月9日先與「海洋守護者協會」旗下的澳大利亞「酷斯拉號」衝突。「日新丸」甲板遭燃燒彈破壞，結果日本政府向澳大利亞政府提出了被害申訴的外交手段。不過，之後日本捕鯨活動仍受「海洋守護者協會」船隻阻擾抗議，最後日本政府決定撤回日本捕鯨船。

### 2012年
另見:香港膠災
協會在香港組織了膠災後的清理工作。

## 鑿沉船艦
海洋守护者声称1979年以来已弄沉了十艘捕鲸船，并把这些船叫做“海盗船”。所声称的袭击包括：
- 1979 – 捕鲸船“Sierra”被撞，沉没于葡萄牙海域；
- 1980 – 捕鲸船“Isba I”和“Isba II”沉没于西班牙海域；
- 1980 – 捕鲸船“Susan”和“Theresa”沉没于南非海域；
- 1986 – 捕鲸船“Hvalur 6號”和“Hvalur 7號”沉没于冰岛海域，稱之為1986Hvalur沉沒事件(1986 Hvalur sinkings)；
- 1992 – 捕鲸船“Nybraena”沉没于挪威海域；
- 1994 – 捕鲸船“Senet”沉没于挪威海域；
- 1998 – 捕鲸船“Morild”沉没于挪威海域；

## 海神艦隊
海神艦隊(Neptune's Navy)，又稱涅普頓艦隊，為海洋守護者協會的艦艇群，用於執行各種反捕撈與抗議行動。

### 退役艦艇
| 船名 | 服役年份  | 船籍                                                | 附註                       | 排水量 |
| --- | --------- | --------------------------------------------------- | -------------------------- | ------ |
| 海洋守護者一號(Sea Shepherd I)                                                                               | 1978–79   | 英國                                                | 為避免被扣押，鑿沉於葡萄牙 |        |
| 海洋守護者二號(Sea Shepherd II)                                                                              | 1980–92   | 英國                                                | 遭加拿大法院裁定沒收       | 657噸  |
| '聖風號(Divine Wind)                                                                                         | 1987–88   | 巴拿馬                                              | 售出                       |        |
| 愛德華·艾比號(Edward Abbey)/ 海牛號(Sirenian)                                                                | 1990–2005 | 美國/加拿大                                         | 捐助給厄瓜多               |        |
| 克里夫蘭·阿莫利號(Cleveland Amory)                                                                           | 1993–94   | 加拿大                                              | 退役                       |        |
| 鯨永號(Whales Forever)                                                                                       | 1994–96   | 聖文森                                              | 退役                       |        |
| 海洋守護者三號(Sea Shepherd III，1997)/ 海洋戰士號(Ocean Warrior，1996)/ 法爾利·莫瓦特號(Farley Mowat，2002) | 1997–2008 | 加拿大(2002),英國(2006), 貝里斯(2006–07),荷蘭(2008) | 遭加拿大漁業及海洋部查封   | 668噸  |
| 艾迪·吉爾號(Ady Gil)                                                                                         | 2010      | 紐西蘭                                              | 遭撞沉                     | 13噸   |
| 藍灣號(Golfo Azzurro)                                                                                        | 2012      | 荷蘭                                                | 租借                       | 350噸  |

### 現役艦艇
| 照片 | 船名                                       | 服役年份    | 船籍       | 排水量 |
| ---- | ------------------------------------------ | ----------- | ---------- | ------ |
|      | 史帝夫·厄文號(MY Steve Irwin)              | 2006 – 現今 | 荷蘭       | 885噸  |
|      | 鮑伯·巴爾克號(MY Bob Barker)               | 2009 – 現今 | 荷蘭       | 801噸  |
|      | 布里吉特·巴多特號(MV Brigitte Bardot)      | 2010 – 現今 | 澳大利亞   | 41噸   |
|      | 山姆·西蒙號(MY Sam Simon)                  | 2012 – 現今 | 荷蘭       | 484噸  |
|      | 喬羅·莫拉·山多瓦號(MY Jairo Mora Sandoval) | 2013 – 現今 | 英國       |        |
|      | 馬丁·錫恩號(RV Martin Sheen)               | 2014 – 現今 | 美國       |        |
|      | 法爾利·莫瓦特號(Farley Mowat)              | 2015 – 現今 | 巴貝多     | 168噸  |
|      | 約翰·保羅·德喬利亞號(MV John Paul DeJoria) | 2015 – 現今 | 巴貝多     | 168噸  |
|      | 海洋戰士號(MY Ocean Warrior)               | 2016 – 現今 | 荷蘭       | 419噸  |
|      | 伊曼紐·布羅內號(MV Emanuel Bronner)        | 2017 – 現今 | 德國       | 11噸   |
|      | 夏皮號(MV Sharpie)                         | 2017 – 現今 | 多明尼加   | 168噸  |
|      | 煉金術號(MY Alchemy)                       | 2018 – 現今 | 馬歇爾群島 | 235噸  |
|      | 白靈號(MV White Holly)                     | 2018 – 現今 | 美國       | 421噸  |

## 接纳的反应
海洋守护者因其充满危险性的抗议和切断流网而受到批评，也因其海盗行为而被指责。批评者包括绿色和平和日本鯨類研究所。另外，根據FBI反恐部国内处处长James F. Jarboe在国土资源委员会上所作证词中，将海洋守护者歸類作「环保恐怖主义分子」。
当然，海洋守护者也有许多支持者和赞同者，且海洋守护者的支持者和赞同者中有非常知名的人物，例如李察·狄恩·安德森（他被提名为该团体理事会的一名成员）。

## 延伸閱讀
- 彼德·赫勒(Peter Heller)著"鯨魚戰士"(The Whale Warriors),國家地理歷險頻道出版,2006年5月,58-64页和95-100页.

## 外部連結
- 海洋守护者协会 （页面存档备份，存于）